# 岸見一郎
岸見一郎（日语：／ Kishimi Ichirō */?，1956年—）是日本的哲學家和心理學家，專門研究西方古代哲學和阿德勒心理學。他出生於京都府，曾在京都大學學習，但於1987年為了照顧母親而退出博士課程。
岸見一郎曾在多所機構任教，包括京都教育大學、甲南大學和奈良女子大學。他與古賀史健合著了暢銷書《被討厭的勇氣》，該書自2013年出版以來已售出超過一百萬冊。自2017年以來，他為《Courrier Japon》撰稿，並負責有關阿德勒心理學的專題。

## 職業生涯
岸見一郎出生於京都府，畢業於洛南高等學校。1987年，他退出了京都大學文學研究科西方哲學史專攻的博士課程。
他曾在京都教育大學教育學部、甲南大學文學部、京都醫師會看護學校和奈良女子大學文學部擔任兼職講師，並在前田診所的精神科工作。
此外，岸見一郎也曾在京都聖凱瑟琳高中護理學科擔任心理學兼職講師。他是日本阿德勒心理學會認證的諮詢師，並擔任該學會的顧問。
除了專攻西方古代哲學（特別是柏拉圖哲學）之外，自1989年起，他也開始研究阿德勒心理學。
他與古賀史健合著的《被討厭的勇氣》於2013年出版後成為暢銷書，銷量超過一百萬冊。
在2015年7月接受《朝鮮日報》採訪時，岸見一郎批評了日本媒體，指出“日本媒體沒有報導我的書在韓國成為暢銷書的現象。”
在研究生時期，他曾因為照顧母親而無法上學六個月。但他回憶說，正是在這段期間，他通過參加哲學讀書會認識到了哲學的實用性。
自2017年6月以來，岸見一郎為講談社的網絡媒體《Courrier Japon》撰寫了一個名為「25歲開始的哲學入門」的連載。2019年5月，他負責監修了《用阿德勒心理學改變你的生活：岸見一郎的世界建議專欄》這個特別專題。

## 著作列表

### 中文譯著
| 初版年份 | 中文譯名                                                                               | 原文標題                                             | 譯者   | ISBN               | 出版社         | 語言     |
| -------- | -------------------------------------------------------------------------------------- | ---------------------------------------------------- | ------ | ------------------ | -------------- | -------- |
| 2014     | 被討厭的勇氣：自我啟發之父「阿德勒」的教導                                             | 嫌われる勇気：自己啓発の源流「アドラー」の教え       | 葉小燕 | ISBN 9789861371955 | 究竟出版社     | 繁體中文 |
| 2016     | 被討厭的勇氣 二部曲完結篇：人生幸福的行動指南                                          | 幸せになる勇気: 自己啓発の源流「アドラー」の教えⅡ    | 葉小燕 | ISBN 9789861372273 | 究竟出版社     | 繁體中文 |
| 2016     | 被討厭的勇氣 二部曲完結篇：人生幸福的行動指南                                          | 幸せになる勇気: 自己啓発の源流「アドラー」の教えⅡ    | 葉小燕 | ISBN 9789861372273 | 究竟出版社     | 繁體中文 |
| 2018     | 變老的勇氣：《被討厭的勇氣》作者教你如何擁有更精采的人生下半場！                       | 老いる勇気                                           | 王蘊潔 | ISBN 9789869704632 | 平安文化出版社 | 繁體中文 |
| 2018     | 為愛徬徨的勇氣：阿德勒的幸福方法論                                                     | 愛とためらいの哲学                                   | 葉小燕 | ISBN 9789861372600 | 究竟出版社     | 繁體中文 |
| 2020     | 面對父母老去的勇氣                                                                     | 老いた親を愛せますか？それでも介護はやってくる       | 陳令嫻 | ISBN 9789864790197 | 天下文化       | 繁體中文 |
| 2021     | 幸福之書：擺脫煩惱，如何度過生活不順遂的指南                                           | 成功ではなく、幸福について語ろう                     | 葉小燕 | ISBN 9789577413185 | 春天出版社     | 繁體中文 |
| 2021     | 最高退休人生：阿德勒指引我們幸福度過人生後半段                                         | 定年をどう生きるか                                   | 葉小燕 | ISBN 9789577413451 | 春天出版社     | 繁體中文 |
| 2021     | 岸見一郎談帶人：善用「勇氣心理學」，無論帶人、賞罰、交辦、溝通⋯⋯搞定主管所有的人際煩惱 | ほめるのをやめよう──リーダーシップの誤解             | 張嘉芬 | ISBN 9789865075316 | 采實文化       | 繁體中文 |
| 2022     | 憤怒的勇氣：對不合理表達公憤﹐這個世界與你的人生就會改變。                             | 怒る勇気                                             | 涂紋凰 | ISBN 9786263355620 | 時報出版       | 繁體中文 |
| 2022     | 不安的哲學：《被討厭的勇氣》超人氣療癒作家獻給「大疫年代」的重量級代表作！             | 不安の哲学                                           | 林函鼎 | ISBN 9786267181157 | 平安文化出版社 | 繁體中文 |
| 2023     | 不斥責、不讚美、不命令，工作竟然變順利                                                 | 叱らない、ほめない、命じない。 あたらしいリーダ ー論 | 李貞慧 | ISBN 9789863989011 | 天下雜誌       | 繁體中文 |
| 2024     | 佛洛姆：自由自在活著，不怕孤獨                                                         | エーリッヒ．フロム : 孤独を恐れず自由に生きる        | 鄭寬量 | ISBN 9786263618244 | 遠流出版社     | 繁體中文 |